# Terremoto di Fermo e Porto San Giorgio del 1987
Lo sciame sismico di Fermo e Porto San Giorgio del 1987 è un insieme di 81 eventi sismici che hanno colpito la costa marchigiana fermana (all'epoca facente parte della provincia di Ascoli Piceno) dal 3 luglio 1987 al 22 febbraio 1992. La scossa principale, di 5.1Mb, si è verificata alle 12:22 del 3 luglio 1987.
Altre due scosse, entrambe di magnitudo 4.0, sono avvenute al largo della costa marchigiana il 4 e il 22 settembre 1987, rispettivamente alle 18:42:50 e alle 06:24:55.

## Danni
I danni più importanti si ebbero nel comune di Porto San Giorgio, dove risultò lesionata la cima del campanile e la volta della chiesa di San Giorgio. Inoltre venne transennato il rione Castello a causa della caduta di alcuni cornicioni e alcune abitazioni del vecchio borgo marinaro e il vecchio padiglione dell'ospedale presentarono ampie crepe.
Ci furono danni anche alla vecchia sede comunale di Torre di Palme, alla sede degli uffici comunali di Capodarco e al vecchio teatrino.

## Eventi sismici
Di seguito, la lista dettagliata delle scosse registrate dal 3 luglio 1987, escludendo quelle di magnitudo inferiore a 3.5; le scosse più forti (di magnitudo maggiore o uguale a 4.0) sono evidenziate in blu.
| Data              | Ora locale (CEST/CET) | Magnitudo locale | Profondità ipocentro (km) | Epicentro | Epicentro  | Epicentro   |
| Data              | Ora locale (CEST/CET) | Magnitudo locale | Profondità ipocentro (km) | Comune    | Latitudine | Longitudine |
| ----------------- | --------------------- | ---------------- | ------------------------- | --------- | ---------- | ----------- |
| 3 luglio 1987     | 12:21:58              | 5.1              | 5                         | Fermo     | 43.20      | 13.85       |
| 3 luglio 1987     | 13:55:24              | 3.6              | 5                         | Fermo     | 43.20      | 13.85       |
| 3 luglio 1987     | 19:38:04              | 3.7              | 5                         | Fermo     | 43.20      | 13.87       |
| 6 luglio 1987     | 01:54:18              | 3.7              | 5                         | Fermo     | 43.21      | 13.85       |
| 4 settembre 1987  | 18:42:50              | 4.0              | 10                        | Fermo     | 43.21      | 13.85       |
| 10 settembre 1987 | 15:24:23              | 3.8              | 5                         | Fermo     | 43.22      | 13.89       |
| 22 settembre 1987 | 06:24:55              | 4.0              | 5                         | Fermo     | 43.21      | 13.84       |
| 30 maggio 1988    | 21:36:47              | 3.8              | 5                         | Fermo     | 43.15      | 13.88       |